# 茨城県道217号皆葉崎房線

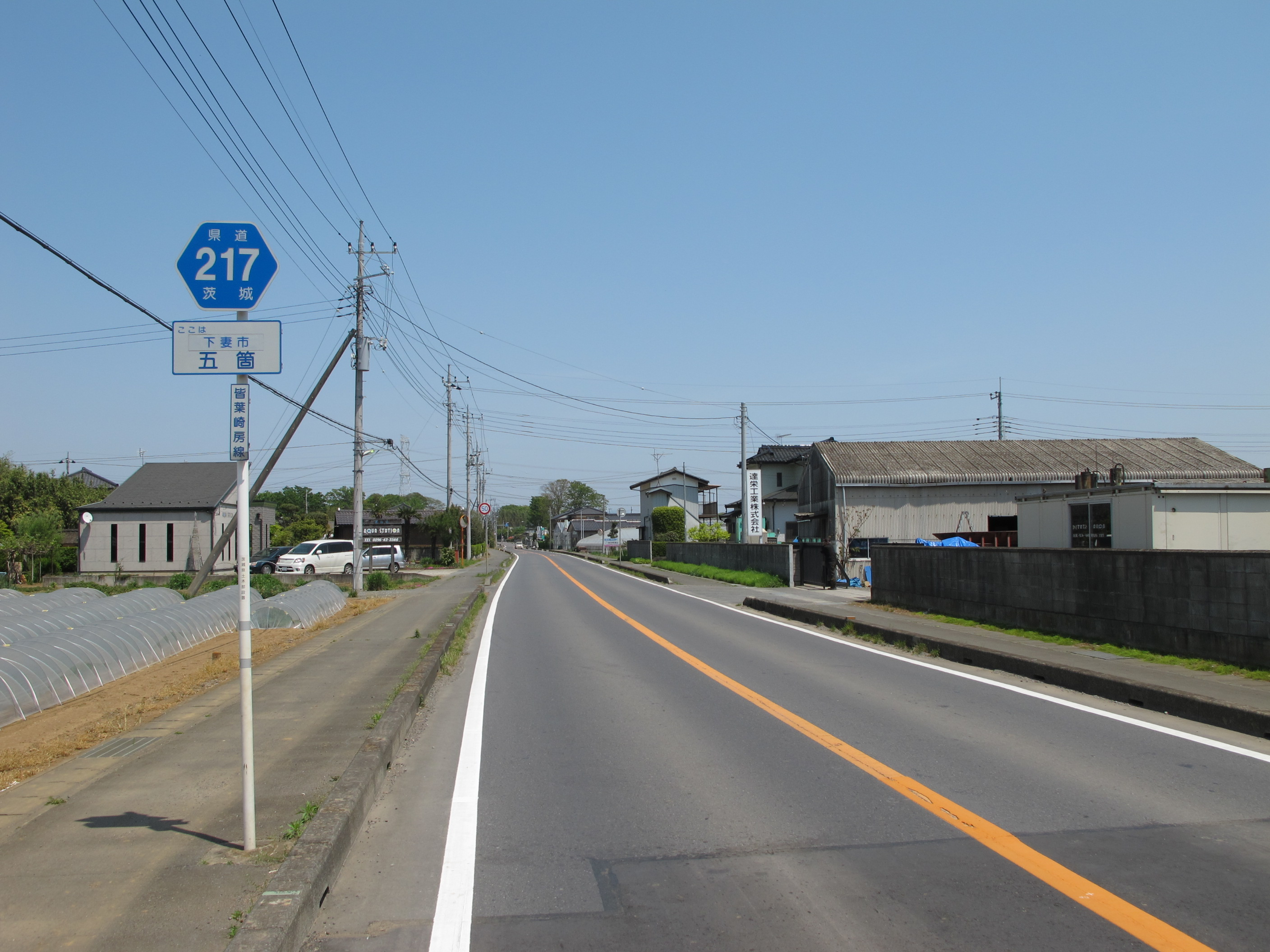
茨城県道217号皆葉崎房線
下妻線五箇（2014年4月）

茨城県道217号皆葉崎房線（いばらきけんどう217ごう みなばさきぶさせん）は、茨城県下妻市から常総市までを結ぶ一般県道である。

## 概要
下妻市皆葉の茨城県道136号高崎坂東線より分岐して西方向へ向かい、常総市崎房の茨城県道20号結城坂東線まで結ぶ東西延長約3キロメートル (km) の路線。下妻市方面と坂東市方面を結ぶルートの一部分を構成する県道。

### 路線データ
- 起点：茨城県下妻市皆葉（茨城県道136号高崎坂東線交点）
- 終点：茨城県常総市崎房（茨城県道20号結城坂東線交点）
- 総延長：3.268 km[1]
- 重用延長：なし[1]
- 未供用延長：なし[1]
- 実延長：3.268 km[1]
- 自動車交通不能区間延長[注釈 1]：なし[1]

## 歴史
1959年（昭和34年）10月14日、新たな県道として結城郡千代川村大字皆葉を起点とし、結城郡石下町大字崎房を終点とする区間を本路線とする県道皆葉崎房線として茨城県が県道路線認定した。
1995年（平成7年）に整理番号217となり現在に至る。

### 年表
- 1935年（昭和10年）11月29日：現在の路線の前身である下妻岩井線が路線認定される[2]。
- 1959年（昭和34年）10月14日
  - 現在の路線が路線認定される（図面対象番号247）[3]。
  - 道路の区域は、結城郡千代川村大字皆葉の県道内野山貝谷結城線（現在の県道高崎坂東線にあたる）分岐から結城郡石下町大字崎房の県道結城岩井線（結城坂東線に改称）交点までと決定された[4]。
- 1990年（平成2年）7月16日：結城郡千代川村皆葉 - 大字五箇の道路拡幅区間（2.153km）が決定[5]。
- 1995年（平成7年）3月30日：整理番号303から現在の番号（整理番号217）に変更される[6]。

## 道路施設
- 五箇橋（右岸吉田支線用水路、下妻市五箇）
- 馬場橋（中沼排水路、下妻市五箇・常総市馬場）
- 中堀橋（入沼排水路、常総市馬場 - 崎房）

## 通過する自治体
- 下妻市 - 常総市

## 交差する主な道路
- なし